# Pachamanca
Die Pachamanca (Quechua „Erd-Topf/-Speise“) ist ein Gericht der peruanischen Küche, wird als peruanisches Nationalgericht angesehen und wurde vom Instituto Nacional de Cultura del Perú (INC) zum nationalen Kulturerbe erklärt. Wichtigste Zutaten sind Stücke mehrerer Fleischsorten (z. B. Schwein, Lamm, Meerschweinchen), Kartoffeln und weitere Wurzelgemüse (Süßkartoffel, Yuca, Oca), sowie Bohnen, alles in Maisblätter eingewickelt. Verwendete Gewürze sind scharfe Paprika, Kreuzkümmel, Salz und Pfeffer, oft in Form einer Würzpaste.

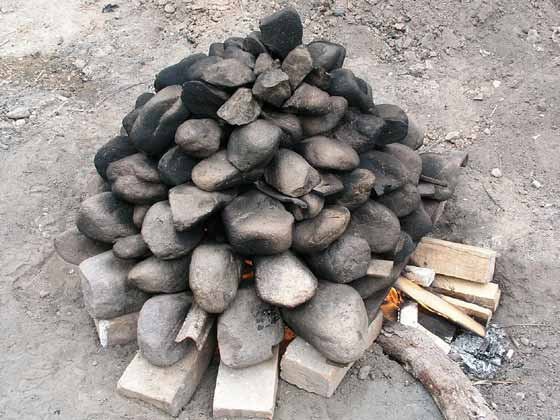
Erhitzen der Steine
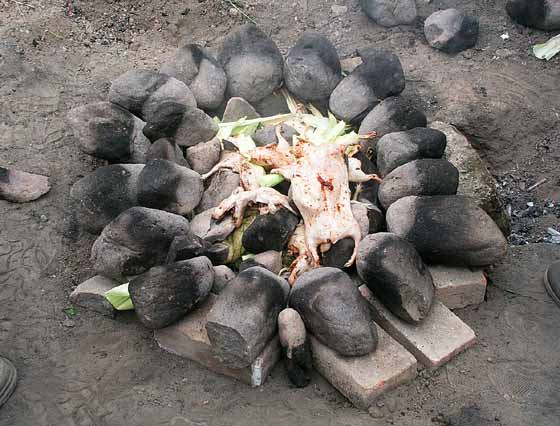
Hinzufügen der Zutaten
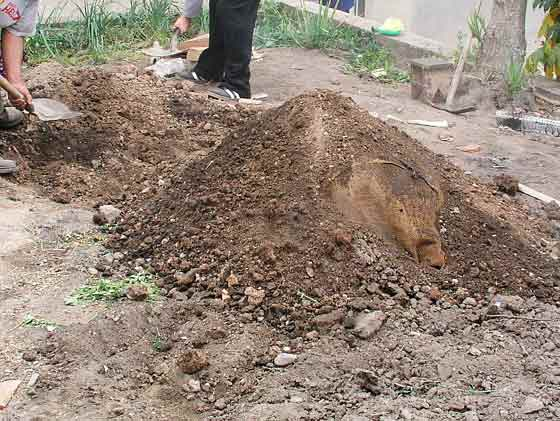
Garen im Erdhügel
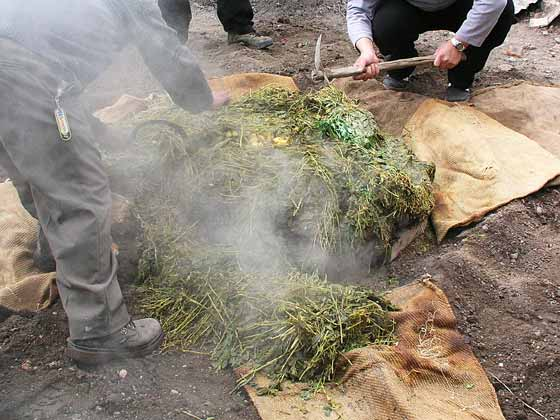
Öffnen der Watia

Die Zubereitung erfolgt in der Watia (sp. Huatia), einem Erdofen, unter Verwendung in Feuer erhitzter Steine. Die Steine werden zunächst zu einer Pyramide aufgeschichtet erhitzt, dann gibt man das Essen hinzu und lässt es, zugedeckt mit Luzerne und reichlich Erde, eine längere Zeit garen. Die genaue Form der Zubereitung ist oft stark ritualisiert, auch der Erdhaufen wird aufwändig dekoriert.
Die Art der Zubereitung in einem Erdofen ist sehr alt. Spuren, die darauf hindeuten, dass Steine als Teil eines Erdofens verwendet wurden, finden sich bei den Kulturen der Telarmachay bei Junín und Viru, unter der Aymara-Bezeichnung qalaphurka wird vom Chronisten Bernabé Cobo 1653 davon berichtet. Die heute verbreitete Abwandlung der ursprünglichen zentralandinen Pachamanca entwickelte sich erst Anfang des zwanzigsten Jahrhunderts in Lima und verbreitete sich daraufhin in Peru.